# Gare de Nabari
La gare de Nabari (名張駅, Nabari-eki) est une gare ferroviaire de la ville de Nabari, dans la préfecture de Mie au Japon. La gare est gérée par la compagnie Kintetsu.

## Situation ferroviaire
La gare de Nabari est située au point kilométrique (PK) 67,2 de la ligne Osaka.

## Histoire
La gare est inaugurée le 10 octobre 1930.

## Service des voyageurs

### Accueil
La gare dispose d'un bâtiment voyageurs, avec guichets, ouvert tous les jours.

### Desserte
- Ligne Osaka :
  - voies 1 et 2 : direction Ise-Nakagawa, Ujiyamada, Kashikojima et Nagoya
  - voies 3 et 4 : direction Osaka-Uehommachi